# Сиримэ
Сиримэ (яп. 尻目, буквально «задницеглаз») — дух-ёкай из японского фольклора, имеющий глаз на месте анального отверстия.
Поэт хайку и художник Ёса Бусон (1716—1784) изображал сиримэ на многих своих полотнах, посвящённых ёкаям; также это существо появлялось и на рисунках других художников, однако вариант легенды о нём существует всего один. Якобы некий самурай когда-то ночью следовал по дороге к Киото и внезапно услышал, как кто-то просит его остановиться и подождать. Обернувшись, самурай увидел скинувшего с себя одежды человека, продемонстрировавшего ему свой зад, где вместо анального отверстия находился огромный глаз. Самурай в ужасе убежал.